# 코르누코피아

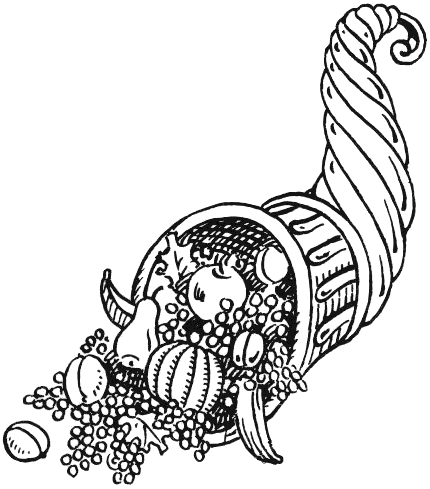
코르누코피아

코르누코피아(cornucopia)는 음식과 풍요의 상징으로, 일반적으로 농산물, 꽃, 견과류가 넘쳐나는 큰 뿔 모양의 용기였다.
이 형태의 바구니(짐바구니)는 전통적으로 서아시아와 유럽에서 새로 수확한 식품을 담고 운반하는 데 사용되었다. 뿔 모양의 바구니는 등에 착용하거나 몸통 주위에 걸어 두어 수확자의 손을 자유롭게 하여 수확할 수 있게 했다.

## 같이 보기
- 뿔잔
- 성배
- 성유물
- 삼포 (핀란드 신화)
- 사리
- 여의보주
- 곡옥
- 현자의 돌